# 鄧光榮
鄧光榮（英語：Alan Tang Kwong Wing，1946年9月20日—2011年3月29日），人稱「大哥」和「學生王子」，出生於中國廣東順德，香港演員、導演、編劇、監製、歌手、模特兒、出品人。曾與張沖、謝賢、陳自強、陳浩、秦祥林、沈殿霞結拜，組成六男一女的「銀色鼠隊」。

## 生平
鄧光榮在廣州出生，父親為廣州太平戲院老闆。鄧光榮早年在九龍旺角長大，在家中排行第四，有2兄1姊，就讀德明中學（小學部），曾與陳欣健為同學。他繼而入讀新法書院（初中時曾就讀九龍分校，高中轉學至大坑校，1966年中五畢業，1967年中六預科），與藝人Joe Junior（高中）及填詞人林振強（預科）為同學。在成為演員之前，鄧光榮曾在電台從事英文翻譯粵語的工作，同時也擔任過模特兒。原本想做一名單純的公務員，1963年，嶺光公司為新片《學生王子》招考演員，鄧光榮在同學戲弄集體簽名推薦下報名參選，結果從上千名應試者中脫穎而出，因而參加演出，並且表現不俗。1963年，當時17歲的他首次主演《學生王子》，自此開始他的演藝生涯。由於這部電影，使他獲得「學生王子」的綽號。同期曾於1960年代於香港電台擔演一套廣播劇，名為《龍約翰》。鄧光榮與蕭芳芳、甄珍及陳寶珠等於1960年代合作，拍攝不少以青春為題材的電影。鄧光榮經常被電影雜誌選為「最佳男演員」。
及至1968年，他與白彪、楊澤霖、陳觀泰、狄龍以及高雄等人成為邵氏南國實驗劇團訓練班同學。1972年應中影之邀，往台灣參加改編自女作家玄小佛小說、由白景瑞導演的《白屋之戀》。也從《白屋之戀》開始，陸續在台灣拍了30多部電影，除了李行導演的《吾土吾民》是抗日電影外，清一色幾乎是愛情文藝片，與他拍檔的女主角有甄珍、林青霞、林鳳嬌、張艾嘉、恬妞、胡燕妮、甄妮、余安安、王祖賢等等。
曾有報道指由於其受歡迎程度，鄧光榮每部電影的片酬為港幣15萬元。在一篇1974年的文章中，他曾說同時參與六部電影，不過，他僅每天為一部電影拍攝，令導演覺得困難。1974年，鄧光榮不單與甄珍拍攝《冬戀》，更擔任該電影的製片。1970年代後期，持續在香港及台灣拍攝多部作品，奠定其華人影壇巨星的地位。1977年與甫出道的余安安合作，演出羅馬導演的《今生今世》，於澳門取景，開創往後事業進軍澳門的先機。當年年僅十七歲的余安安，亦成為鄧光榮愛情戲中最年輕的女主角。
1977年，鄧光榮返回香港後，組成大榮電影公司，拍攝題材多以黑道故事為背景以表達人世間情誼，包括《無毒不丈夫》、《血洗唐人街》、《怒拔太陽旗》、《義蓋雲天》、《江湖龍虎鬥》。同時亦監製多部題材新穎的作品，包括《盟》（全女班創作班底）、《再戰江湖》（講述父女情〉。1987年，成立影之傑製作有限公司，推出《江湖龍虎鬥》，編劇為王家衛，此片讓鄧光榮發現王家衛的才華。鄧光榮於是資助王家衛開拍《旺角卡門》與《阿飛正傳》。1990年上映的《阿飛正傳》，拍片耗費4000萬港幣，但票房只有900萬港幣，讓鄧光榮嚴重虧損。但是此片拿下第10屆香港電影金像獎最佳電影、最佳導演及最佳男主角三個大獎。之後又來獲金紫荊「十年內最佳香港電影獎」，奠定了王家衛日後在國際電影界的聲譽。
自1993年往後，鄧光榮淡出影圈，至2011年3月29日晚上9時許，於家中睡眠時因心臟病突發，家人發現其毫無反應，召救護員到場後證實死亡，享壽64歲。

## 軼事
鄧光榮為三合會組織「聯公樂（單耳）」的成員，曾任聯公樂坐館一職，被指認曾參與代號「黃雀行動」的營救民運人士事件。
1989年六四事件後，即黃雀行動之初，岑建勳尋求曾是「聯公樂」龍頭的鄧光榮幫忙聯絡陳達鉦，以打通「運輸」網絡、營救民運人士；而已故民主派立法會議員司徒華在回憶錄中指，鄧光榮在行動中甚為低調，從未邀功，是極具義氣的人。
為人熱心公益，於1989年創立香港離島扶輪社 。
喜愛養狗，曾出任香港港九狗會主席，定期舉辦狗展活動。
2008年3月2日，在契妹沈殿霞的追思會上，鄧光榮公開要求沈的前夫鄭少秋上台交代，多年來有沒有理會沈殿霞和照顧女兒鄭欣宜，獲台下觀眾拍掌支持。
鄧光榮的契女為前香港著名電影演員羅美薇，而他又曾監製電影《旺角卡門》和《阿飛正傳》，與主角張學友（羅夫）交情匪淺，兩家來往頻繁。2011年4月，張學友在演唱會中亦以名曲《愛是永恆》獻給剛剛離世的鄧光榮。

## 電影作品

### 演員
| 1963年 - 學生王子 1967年 - 兔女郎 - 金色聖誕夜 1968年 - 春曉人歸時 - 鐵二胡 1969年 - 紅燈綠燈 - 黃衫客 - 飛男飛女 - 合歡歌舞慶華年 1970年 - 歡樂時光 - 快樂時光 - 學府新潮 - 瘋狂酒吧 - 小姐不在家 1971年 - 我為你痴迷 - 我的情人 - 無敵鐵沙掌 - 日月神童 - 浪子與修女 - 淘氣女歌手 | 1972年 - 偷情世界 - 鬼馬女歌手 - 火戀 - 色字頭上一把刀 - 騙術大觀 - 三十六彈腿 - 辣手強徒 - 白屋之戀 - 情變 - 血愛 1973年 - 血洒後街 - 蕩寇三狼 - 彩雲飛 - 明日天涯 - 小偷鬥大賊 1974年 - 別了親人 - 天堂 - 運財童子小祖宗 - 海鷗飛處 - 近水樓台 - 早婚 - 冬戀 | 1975年 - 未曾留下地址 - 吾土吾民 - 翩翩情 1976年 - 楓葉情 - 愛的迷藏 - 金色的影子 - 狼來的時候 - 海天一色 - 戀愛功夫 - 愛在夏威夷 1977年 - 波斯夕陽情 - 今生今世 - 牛郎艷遇 - 出冊 - 幽蘭在雨中 1978年 - 愛情九點零三分 - 白粉雙雄 - 追 - 大冧巴 - 林亞珍 | 1979年 - 發窮惡 1981年 - 知法犯法 1982年 - 血洗唐人街 1983年 - 怒拔太陽旗 1984年 - 有 Friend 冇驚 - 黃禍 1987年 - 香港小姐寫真 - 江湖龍虎斗 1990年 - 再戰江湖 1992年 - 五湖四海 - 龍騰四海 1993年 - 黑豹天下 |

## 幕後

### 導演
- 1977年：出册
- 1979年：家法
- 1981年：無毒不丈夫

### 監製
- 1973年：亡命浪子
- 1981年：無毒不丈夫
- 1983年：怒拔太陽旗
- 1984年：有Friend冇驚
- 1985年：開心三響炮
- 1985年：求愛反斗星
- 1986年：義蓋雲天
- 1987年：江湖龍虎斗
- 1987年：猛鬼差館
- 1987年：香港小姐寫真
- 1988年：旺角卡門
- 1988年：我要富貴（英语：My Dear Son）
- 1989年：捉鬼大師
- 1990年：再戰江湖
- 1991年：阿飛正傳
- 1992年：龍騰四海
- 1993年：黑豹天下

## 電視節目嘉賓

#### 無綫電視
- 19??年《光影集 （页面存档备份，存于）》第18集
- 1984年《甄妮特輯之不再孤獨》
- 1988年《零時話風情II》第9集
- 1990年《情場智多星》第12集
- 1990年《為食開心果》第3集 - 辣
- 1991年《鬥戲群星會》第6集
- 1994年《江山如此多FUN》第8集
- 1996年《今夜咀不停》第7集 - 甜酸苦辣薛家燕
- 1997年《公益開心果》第5集
- 2003年《智趣相投-開心動物緣》第6集

#### 亞洲電視
- 1990年《歲晚不設防》
- 2001年《百萬富翁 - 名人慈善百萬Show》

## 唱片合輯[13]
| 專輯名稱   | 年份   | 發行公司                   | 曲目 |
| ---------- | ------ | -------------------------- | --- |
| 《群星會》 | 1971年 | 趙氏製片公司 CHIU'S RECORD | 曲目 第一面 1. 浪子的眼淚（鄧光榮） 2. 蔓莉（余子明） 3. 叮囑（尹芳玲） 4. 草原之夜（孫一華） 5. 昨夜我為你瘋狂（李紅） 6. 紅燈綠燈(一)（羅文、李大緯） 第二面 1. 這裡沒有女神（雙燕姊妹） 2. 總有一天買下你（苗嘉麗） 3. 生命需要花（鄧光榮） 4. 浪子與修女-序曲（黃飛然合唱團） 5. 浪子與修女-尾曲（黃飛然合唱團） 6. 紅燈綠燈(二)（羅文、李大緯） |